# Saint-Genès-du-Retz
Saint-Genès-du-Retz település Franciaországban, Puy-de-Dôme megyében. Lakosainak száma 463 fő (2022. január 1.). Saint-Genès-du-Retz Charmes, Gannat, Poëzat, Saint-Priest-d’Andelot, Effiat, Montpensier és Vensat községekkel határos.

## Népesség
A település népessége az elmúlt években az alábbi módon változott:
| Lakosok száma | 497  | 496  | 502  | 483  | 473  | 464  | 461  | 462  | 463  |
|               | 2013 | 2015 | 2016 | 2017 | 2018 | 2019 | 2020 | 2021 | 2022 |